# The Inner Side Of Death
The Inner Side of Death is het debuutalbum van de metalband Bloodwraith, dat werd uitgebracht in 2005.

## Tracklist
1. "Intro, Death Becomes"
2. "Storms In The Underworld" (Daffie)
3. "Burned Pleasure" (Daffie)
4. "Mourningsouls" (Fafa)
5. "Dishonourable Death" (Daffie)
6. "Death Incarnate" (Daffie)
7. "Harvest The Dying" (Daffie)
8. "Legacy Of The Black Goddess" (Daffie)
9. "Bloodwraith" (Daffie)
10. "The Inner Side Of Death" (Daffie)
11. "Outro, Hellbound" (Daffie)

## Band
- Daffie: Gitaar, screams & grunts, basgitaar, drum programmeren.